# ノーダウトトラックス
ノーダウトトラックス（英語：NO DOUBT TRACKS）は、仙台に拠点を置く音楽系の株式会社である。主にミュージシャンのマネジメント、ヒップホップ系のインディーズレコードレーベルの運営を行っている。東北地方全体のヒップホップシーンの底上げを目指すため、2007年（平成19年）に三浦裕典が設立した。

## 概要
東北地方を拠点に活動するヒップホップ系のアーティストが所属しており、会社名と同名のレーベルからは各アーティストのCDや、所属アーティストらのコンピレーションアルバムが発売されている。
2007年12月にはゲーム会社「ハドソン」の音楽レーベル "HUDSON MUSIC ENTERTAINMENT" と契約し、所属アーティストがメジャー・デビューに至っている。

## 所属アーティスト

### 現在
- LGYankees
- GIO
- Noa
- ShaNa
- PURPLE REVEL
- NO DOUBT FLASH

### 過去
- LGYankees(RYO)
- EIGHT TRACK(RAIDER,TERRY,BUZZ,Ox,L-B,Reo-G,FRENZY,DJ MARZ,DJ GARI,K-G)
- GLOW
- NESCO
- Reb&Smoker
- The Spider Nets(TERRY,M.O.T)
- SO-TA
- 山猿(LGMonkees)
- clef

## 作品

### CD
- NO DOUBT TRACKS（2010年6月30日発売 XNTB-10001)

### DVD
- NO DOUBT LIFE!! LIVE TOUR 2009（2010年4月7日発売 QWBH-50002)